# Bad Salzschlirf
Bad Salzschlirf är en kommun och ort i Landkreis Fulda i Regierungsbezirk Kassel i förbundslandet Hessen i Tyskland.